# Ocupação aliada da Líbia

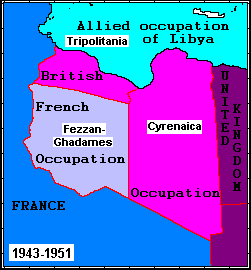
As três regiões da Líbia durante a ocupação aliada: a Tripolitânia e a Cirenaica foram administradas pelos britânicos, enquanto a Fazânia era francesa

A Ocupação Aliada da Líbia foi o controle da antiga colônia da Líbia Italiana pelos Aliados de 1943 até a independência da Líbia em 1951. A ocupação aliada foi realizada pela Grã-Bretanha na Tripolitânia e na Cirenaica, e pela França na Fazânia. Os britânicos criaram o Mandato Britânico da Líbia. As forças francesas ocuparam a área do antigo Território Saárico Líbio italiano e fez vários pedidos para anexar administrativamente a Fazânia ao império colonial francês. O pessoal administrativo continuou a ser os antigos burocratas italianos.

## História

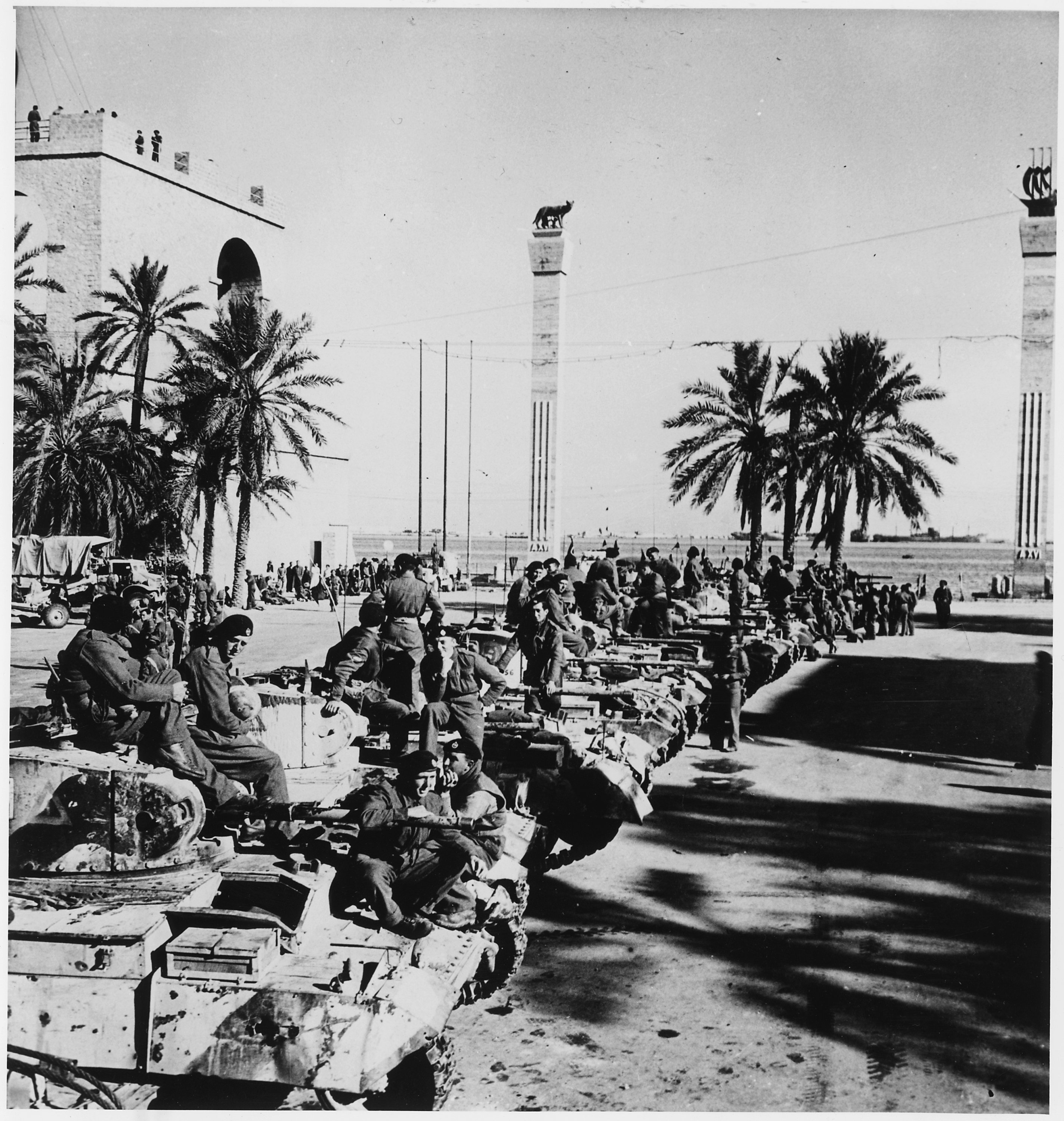
Tanques britânicos e equipes alinham-se na orla de Tripoli após a captura da cidade durante a Segunda Guerra Mundial - dezembro de 1942

Em novembro de 1942, as forças aliadas retomaram Cirenaica. Em fevereiro de 1943, os últimos soldados alemães e italianos foram expulsos da Líbia e por isso a aliados começaram a ocupação da Líbia.
No período pós-guerra, Tripolitânia e Cirenaica permaneceram sob a administração britânica, enquanto que os franceses controlaram a Fazânia. Em 1944, Idris retornou do exílio no Cairo, mas se recusou a retomar a residência permanente na Cirenaica até a retirada em 1947 de alguns aspectos do controle estrangeiro. Sob os termos do tratado de paz de 1947 com os Aliados, a Itália, que esperava manter a colônia de Tripolitânia, (e a França, que queria que a Fazânia), renunciaram todas as reivindicações para a Líbia. A Líbia assim permaneceu unida.
A grave violência antijudaica eclodiu na Líbia após a libertação do norte da África pelas tropas aliadas. De 5 a 7 de novembro de 1945, mais de 140 judeus (incluindo 36 crianças) foram mortos e centenas ficaram feridos em um pogrom in Trípoli. Cinco sinagogas em Trípoli e quatro em cidades provinciais foram destruídas, e mais de 1.000 residências de judeus e edifícios comerciais foram pilhados em somente em Tripoli .  Em junho de 1948, manifestantes antijudaicos na Líbia mataram 12 judeus e outros destruíram 280 casas judaicas. O medo e a insegurança que surgiu a partir desses ataques anti-semitas e a fundação do Estado de Israel levaram muitos judeus a fugir da Líbia. De 1948 a 1951, 30.972 judeus da Líbia mudaram-se para Israel. Em 1970, o restante dos judeus da Líbia (cerca de 7.000) foram evacuados para a Itália.
A disposição de explorações coloniais italianas era uma questão que tinha de ser considerada antes de o tratado de paz oficialmente pôr fim à guerra com a Itália pudesse ser concluído. Tecnicamente, a Líbia permaneceu como uma possessão italiana administrada pela Grã-Bretanha e França, mas na Conferência de Potsdam, em 1945, os Aliados - a Grã-Bretanha, a União Soviética e os Estados Unidos - concordaram que as colônias italianas apreendidas durante a guerra não deveriam serem devolvidas à Itália. A análise mais aprofundada da questão foi delegada ao Conselho de Ministros das Relações Exteriores dos Aliados, que incluiu um representante francês, embora todos os membros do conselho inicialmente favoreciam algum tipo de tutela, nenhuma fórmula pode ser concebida para a eliminação da Líbia. Os Estados Unidos sugeriram uma tutela para todo o país sob controle das Nações Unidas (ONU), cujos estatutos se tornariam efetivos em outubro de 1945, para prepará-la para auto-governo. A União Soviética propôs separar em tutelas provinciais reivindicando a Tripolitânia para si e a atribuição da Fazânia à França e a Cirenaica à Grã-Bretanha. A França, não vendo nenhum efeito às discussões, defendeu a devolução do território para a Itália. Para quebrar o impasse, a Grã-Bretanha finalmente recomendou a independência imediata para a Líbia.
Idris Senussi, o Emir de Tripolitânia e Cirenaica e o líder da ordem sufi muçulmana Senussi, representou a Líbia nas negociações da ONU, e em 24 de dezembro de 1951, a Líbia declarou sua independência com representantes da Cirenaica, Tripolitânia e Fazânia declarando uma união com o país ser chamado de Reino Unido da Líbia, e a Idris as-Senussi sendo oferecido a coroa. De acordo com a constituição o novo país teria um governo federal com os três estados da Cirenaica, Tripolitânia e Fazânia tendo autonomia. O reino também tinha três capitais: Trípoli, Bengazi e Baida. Dois anos após a independência, em 28 de março de 1953, a Líbia se juntou a Liga Árabe.
Quando a Líbia declarou sua independência em 24 de Dezembro de 1951, pondo fim a ocupação aliada da Líbia, foi o primeiro país a alcançar a independência através das Nações Unidas e um das primeiras ex-possessões europeias na África a conquistar a independência.